# Palais préfectoral de Nice
Le palais préfectoral de Nice, sis au Vieux-Nice, est actuellement le siège de la préfecture des Alpes-Maritimes et la résidence du préfet. Jusqu'au rattachement du comté de Nice à la France en 1860, le bâtiment était une résidence royale des rois de Piémont-Sardaigne. Antérieurement à 1720, il était le palais des ducs de Savoie à Nice mais il ne reste quasiment rien de l'édifice originel compte tenu des extensions et profondes transformations du palais aux XIXe et XXe siècles.
L'édifice est inscrit et partiellement classé au titre des monuments historiques depuis  le 3 septembre 1996.
Son entrée d'honneur se situe au sud, place Pierre-Gautier.

## Historique

### Le palais des ducs de Savoie
Sur le site du palais actuel se trouvait la résidence des ducs de Savoie. La date de la construction originelle est incertaine. Les ducs  abandonnent le château de Nice et son donjon après le siège de 1543 et la décision de transformer en citadelle la ville Haute. Les ducs se font construire une résidence dans la ville basse sur un terrain près de l’église des Dominicains. Emmanuel-Philibert est le premier duc à y loger dans une maison en 1559.
En 1571, le duc Emmanuel-Philibert est à Nice. Il loge dans la maison appartenant à Melchior Maletto. La construction du nouveau palais ducal commence à cette date. Les travaux sont confiés à Cesare Ponsello, « surintendant de la fabrique du palais de Son Altesse ». Son père, Domenico Ponsello, travaille aussi sur ce chantier. Des ouvriers génois construisent le gros œuvre jusqu'en février 1572. La cuisine et les sept chambres du nouveau palais sont installées en février 1573. Le jardinier Antonio Giordano a aménagé le jardin entre mai 1572 et février 1573. Il apparaît sur des vues de Nice au XVIe siècle. Il connaît ensuite plusieurs agrandissements et aménagements. L’ingénieur Ambroise Giausserandi a créé un canal pour amener une partie des eaux du Paillon jusqu’au palais pour irriguer un vaste jardin côté sud.
Charles-Emmanuel Ier entreprend la reconstruction du palais. Il est représenté sur une vue cavalière de Nice datant de 1610. C’est une bâtisse massive. Il est cependant inauguré non terminé en 1613, avant l’arrivée de Charles-Emmanuel Ier dans l'hiver 1614,. En 1650, le palais est agrandi grâce à un achat de la maison de Jean Caissotti, en 1650. Un plan de Nice de 1675 montre un palais avec trois corps de bâtiments disposés en U autour d'une cour ouverte sur un jardin.

### Le palais des rois de Sardaigne
C'est au milieu du XVIIIe siècle que les souverains de Sardaigne décident d'acheter une partie du couvent des Dominicains pour doubler les capacités du palais. Le maître maçon Bernardo Spinetta (ou Spinelli) a fait, en 1738, le plan d'une porte d'accès au Boschetto qui était un long couloir d'arbres du jardin.
Presque tous les ducs de Savoie et rois de Sardaigne y résidèrent durant leur séjour niçois, occupant « l’étage noble ».
Avec l'entrée des troupes françaises en 1792, le palais est saccagé. Il devient un hôpital militaire l'année suivante et le reste sept ans. En 1796, le jardin disparaît ainsi que le couvent des Dominicains.
En 1810, le préfet Dubouchage obtient le transfert de la préfecture des Alpes-Maritimes dans la palais royal, par décret du 5 novembre, mais l'ingénieur Mougeret (ou Mongeret) et l'architecte Trivelly n'ont pas le temps de le transformer avant la chute du Premier Empire.
En 1814, lors de la restauration sarde, le roi de Sardaigne, Victor-Emmanuel Ier, décide d'élever l’édifice au rang de résidence royale. Il charge l'architecte de la ville Jean-Antoine Scoffier d'harmoniser la façade et de reconstruire le vestibule et l'escalier d'honneur. Les travaux sont réalisés entre 1818 et 1825. Les appartements royaux réaménagés reçoivent du mobilier prélevé dans les palais de Turin et de Gênes et apporté par des felouques parties de Gênes le 22 novembre 1825. Les premiers occupants ont été le roi Charles-Félix et la reine Marie-Christine en novembre 1826.
Durant l'hiver 1856, le futur roi d'Italie Victor-Emmanuel II y reçoit l'impératrice de Russie à dîner.
C'est dans les salons du palais qu'eut lieu, le 14 juin 1860, la remise officielle du comté de Nice au gouvernement de Napoléon III.

### La préfecture
Par décret du 21 novembre 1860, après l’annexion de Nice, la résidence royale devient le siège de la préfecture des Alpes-Maritimes. Des embellissement sont faits pour recevoir Napoléon III entre le 12 et le 14 septembre 1860.
Entre 1862 et 1910, le palais devenu préfecture va connaître trois étapes de modifications pour l'amener ans son état actuel. Le but était d'en faire le cadre de brillantes réceptions. Napoléon III y reçoit le tzar Alexandre II en 1864, puis en 1889, Sadi Carnot y rencontre Léopold II de Belgique.
Entre 1862 et 1869, l'architecte Sabatier agrandit le palais vers l'est et l'ouest pour y installer les services de la préfecture. Les façades nord et sud sont aménagées.
L'ancien couvent des Dominicaines est démoli en 1892 permettant de donner plus de place à la Préfecture vers l'ouest en même temps que le Palais de Justice y était construit.
Les plans de la salle des Fêtes sont fournis par l’architecte Auguste Dieudé-Défly et les travaux surveillés par l’architecte départemental Lucien Barbet, entre 1892 et 1896. La sculpture représentant « Nice se donnant à la France » est faite par Henri Lombard, les peintures sont de Henri Leriche et Matton. La façade nord est reprise en 1892 et 1893.

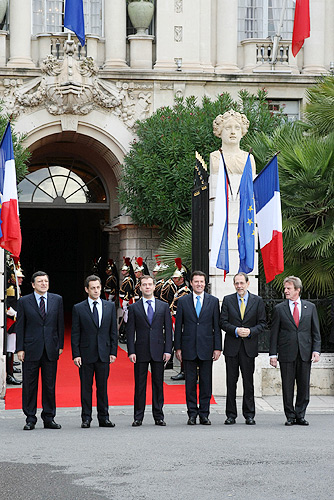
De gauche à droite : le président de la Commission européenne José Manuel Barroso, le président de la République française Nicolas Sarkozy, le président de la fédération de Russie Dimitri Medvedev, le maire de Nice Christian Estrosi, le secrétaire général du Conseil européen Javier Solana et le ministre français des Affaires étrangères Bernard Kouchner posant devant l’entrée du Palais de la Préfecture le 14 novembre 2008, avant le Russie–UE.

Lucien Barbet réalise un agrandissement au sud-est édifiant une nouvelle façade devant l'ancienne et le remaniement complet de l'aile est de 1905 à 1908. Cela permet d'aménager la galerie Jules-Chéret et la salle du Conseil général, avec son escalier écoré par le peintre Martin-Sauvaigo. Dans l'aile ouest est construit un jardin d'hiver. Après ces transformations, il ne reste plus, de l'ancien palais des rois de Sardaigne que le vestibule et l'escalier d'honneur,.
Ce palais fut un haut lieu des réunions mondaines du siècle dernier. On y trouve, entre autres, des peintures de Jules Chéret.
Aménagement de la salle à manger en 1958-1959 par Jansen ans un style qualifié de « à la vénitienne ».
En 1960, à l'occasion du centenaire de l'annexion de Nice à la France, le général de Gaulle y loge et préside un dîner de gala. Les bureaux de la Préfecture sont alors transférés en un Centre administratif départemental des Alpes-Maritimes (CADAM) situé dans la plaine du Var.
Les derniers services administratifs quittent la Préfecture en 1983 pour s'installer dans les bâtiments de la plaine du Var. La Préfecture est la résidence du Préfet du Département et du Président du Conseil général. Elle sert aussi de cadre aux réunions officielles.
En février 2001, le traité de Nice est signé dans sa salle à manger par les ministres des Affaires étrangères de l’Union européenne en présence du président de la République Jacques Chirac et du Premier ministre français Lionel Jospin.
Le sommet Russie-Union européenne (Russie-UE) consacré à la crise financière mondiale et aux propositions russes concernant la réforme du système européen de sécurité a été ouvert le 14 novembre 2008 au Palais de la préfecture des Alpes-Maritimes.
Aujourd’hui, le Palais accueille encore les résidences du président du conseil général et du préfet des Alpes-Maritimes.
Le Préfet des Alpes-Maritimes Dominique Vian a dû quitter son poste en octobre 2008, peut-être pour avoir refusé de céder la totalité du « Palais Sarde » au Conseil Général des Alpes-Maritimes et au Président du Conseil Général des Alpes-Maritimes.

## Architecture
Le passage cocher et l'escalier d’honneur bâtis par l’architecte Jean-Antoine Scoffier en 1818 sont les seuls éléments conservés du palais des ducs de Savoie construit à partir de 1550 et remanié à plusieurs reprises.
Il est construit de pierres enduites et son architecture extérieure est caractérisée par des fenêtres à colonnes. Le palais a été inscrit monument historique le 29 juin 1994, et le 3 septembre 1996 il a été partiellement classé (le passage cocher, les façades et toitures, l'escalier d'honneur, l'appartement du premier étage de la préfecture ainsi que l'escalier, le vestibule et la salle des séances du conseil général.
Le décor de la salle des fêtes est caractéristique de l'éclectisme stylistique de la Troisième République. La grande galerie, éclairée, est ornée de toiles marouflées sur le thème des fêtes niçoises et du Carnaval exécutées par Jules Chéret de 1906 à 1908, après quoi, il acquiert son aspect définitif.

## Galerie

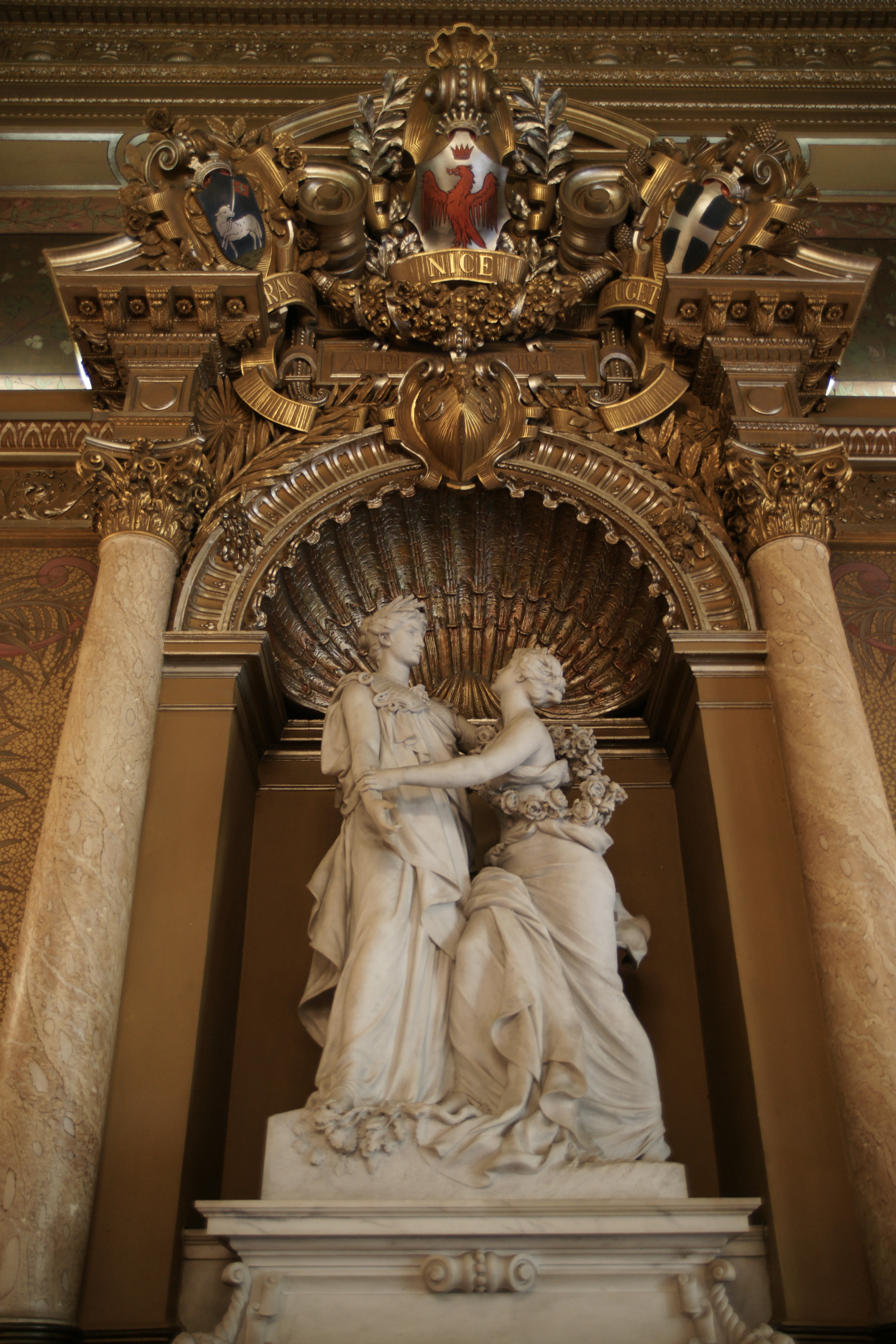
Statue de la salle des fêtes du palais préfectoral : « Nice se donne à la France ».
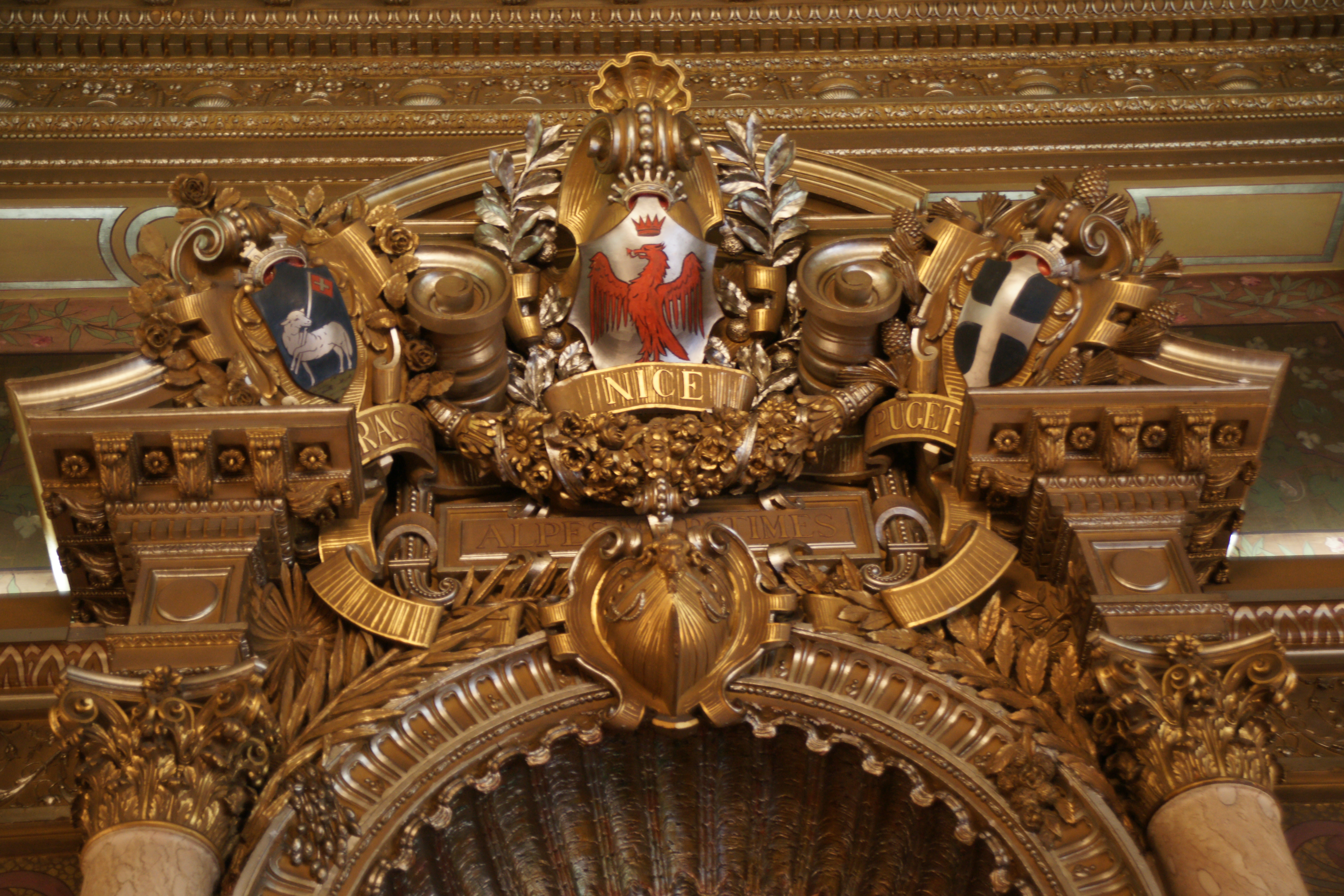
Détail de la statue du palais préfectoral, de gauche à droite : armes de Grasse (sous-préfecture), de Nice (préfecture), et de Puget-Théniers (sous-préfecture jusqu’en 1926).
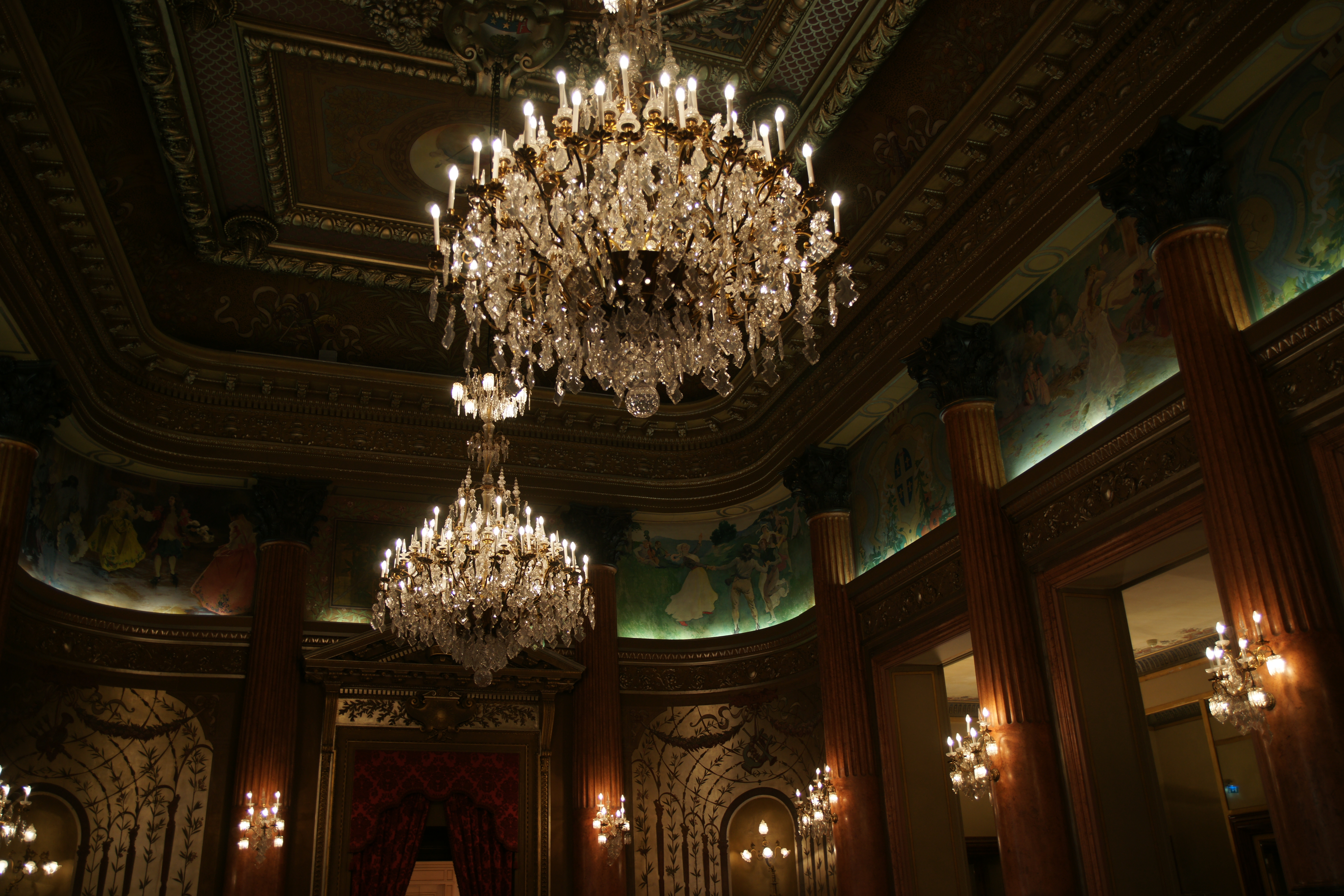
Plafond de la salle des fêtes du palais préfectoral.
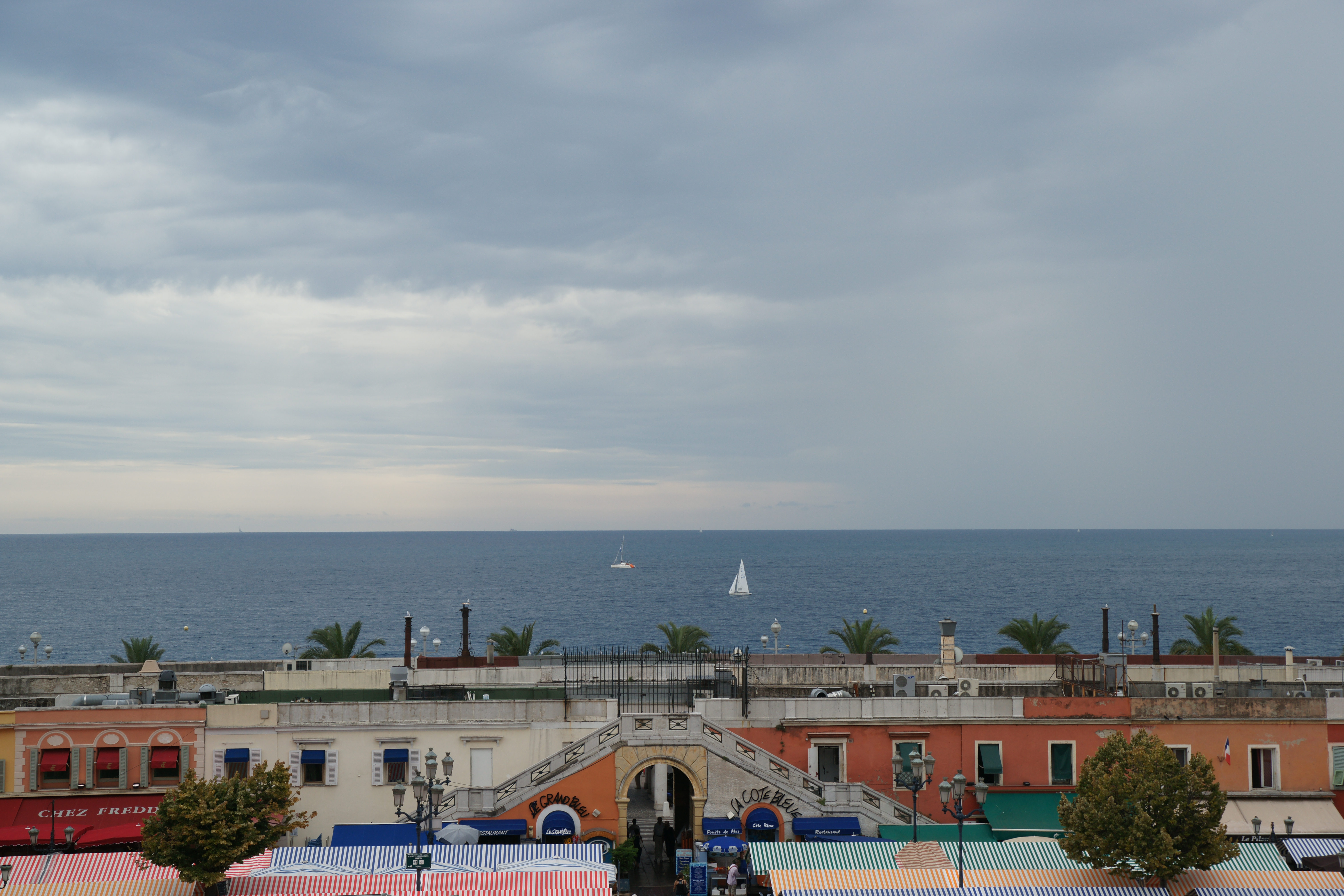
Vue depuis le balcon avec le cours Saleya au premier plan.